# Naomi Watts

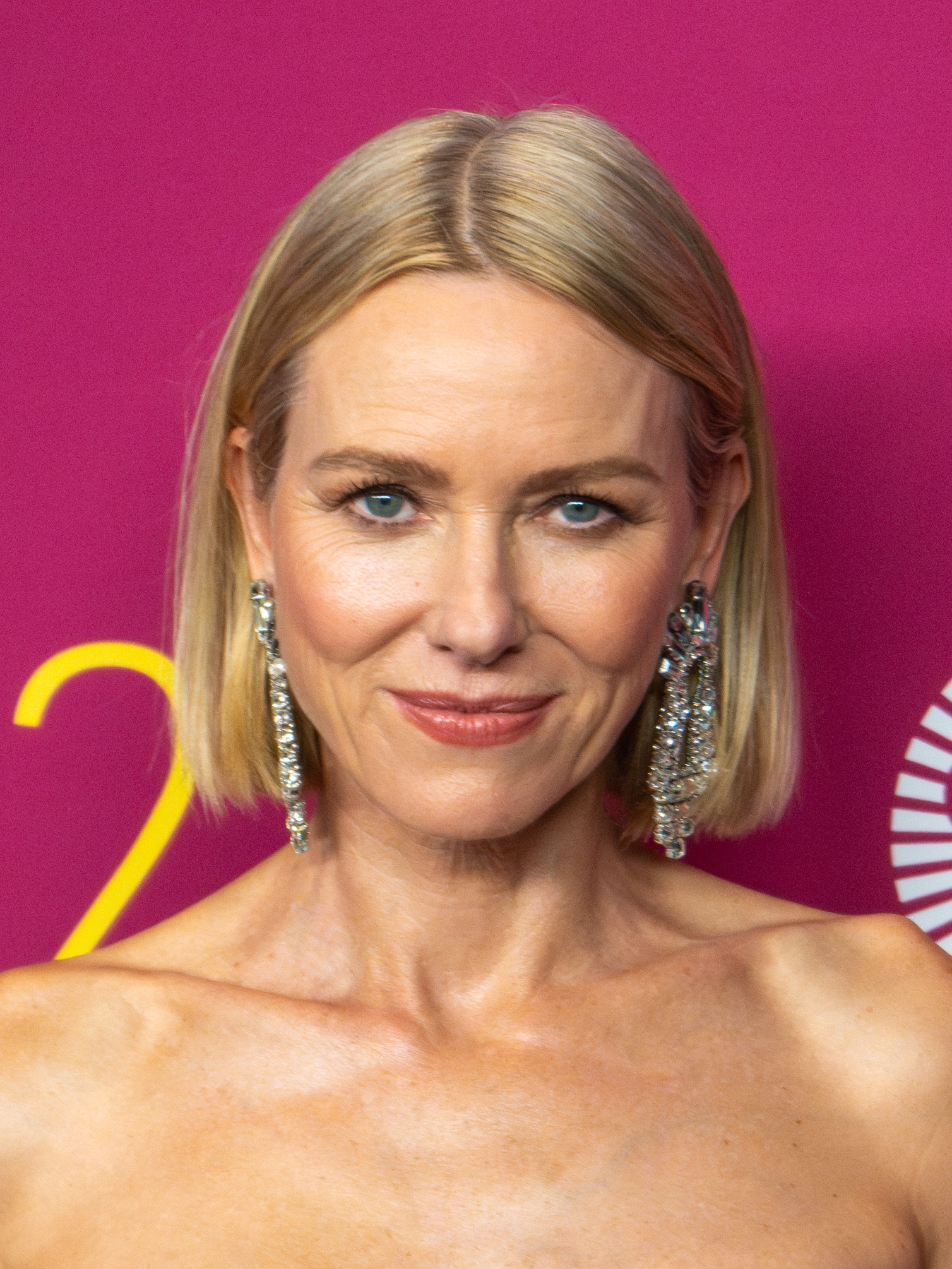
Naomi Watts (2024)

Naomi Ellen Watts (* 28. September 1968 in Shoreham, Kent, England) ist eine britisch-australische Schauspielerin.

## Kindheit und Jugend
Naomi Watts ist die Tochter von Myfanwy (Miv) Edwards (geborene Roberts), einer ehemaligen Antiquitätenhändlerin, und Peter Watts, der als Toningenieur für die Rockgruppe Pink Floyd arbeitete. Ihre in England geborene Mutter lebte in ihrer Kindheit mehrere Jahre in Australien. Ihr Großvater mütterlicherseits stammte aus Wales und ihre Großmutter war gebürtige Australierin.
Watts’ Eltern ließen sich scheiden, als sie vier Jahre alt war. Nach der Scheidung blieben sie und ihr älterer Bruder Benjamin (Ben) bei der Mutter und lebten zusammen mit ihr an verschiedenen Orten in South West England. Ihr Vater verließ Pink Floyd 1974 und starb zwei Jahre später in seiner Wohnung in Notting Hill an einer Überdosis Heroin.
Nach dem Tod des Vaters, der sich mit Naomi Watts’ Mutter wieder ausgesöhnt hatte, zog die Familie zu den Großeltern ins nordwalisische Llanfair PG. In dieser Zeit besuchte Watts eine Schule, in der sie die walisische Sprache erlernte. 1982 folgte ein weiterer Umzug mit ihrer Mutter, ihrem Bruder und dem mittlerweile angeheirateten Stiefvater nach Australien, der Heimat ihrer Großmutter. Die Familie ließ sich in Sydney nieder. Ihre Mutter war während einer Australienreise zu der Überzeugung gelangt, dass dies „das Land der Chancen“ sei, und fand nach der Emigration dort verschiedene Anstellungen beim Fernsehen. Dass die Großmutter gebürtige Australierin war, erleichterte der Familie den Erwerb der australischen Staatsbürgerschaft – Naomi Watts selbst behielt jedoch auch die britische Staatsangehörigkeit.
In dieser Zeit begann Naomis Mutter damit, ihrer Tochter, die schon länger damit liebäugelte, Schauspielunterricht zu geben. Bald darauf trat Watts in Werbespots auf, wobei sie auch ihre langjährige Freundin Nicole Kidman kennenlernte. Nach einem gescheiterten Schulabschluss entschloss sich die zu dieser Zeit 18-Jährige, sich als Model zu versuchen. 1986 erhielt sie eine erste kleine Nebenrolle als Schauspielerin in einer australischen Filmproduktion.
Noch im selben Jahr ging sie nach Japan, um dort ihre angestrebte Karriere als Model voranzutreiben. Da der Erfolg ausblieb, kehrte sie nach Australien zurück und arbeitete zeitweise in einem Kaufhaus in Sydney, später bei einem Modemagazin. Mit der Schauspielerei kam sie wieder in Kontakt, als ein Arbeitskollege sie eingeladen hatte, in einem kleinen Theaterstück mitzuspielen. Ihre Leidenschaft war wieder geweckt, sodass sie ihren Job kündigte, um sich ausschließlich der Schauspielerei widmen zu können.

## Karriere
Bereits 1989 hatte Watts den Regisseur John Duigan bei der Premiere des Films Todesstille kennengelernt, in dem Nicole Kidman eine Hauptrolle spielte. Duigan engagierte Watts daraufhin für seinen neuen Film Flirting (1991), in dem sie nach fünfjähriger Filmpause an der Seite von Kidman und Thandie Newton auftrat. Der Film wurde auch von der Kritik gut aufgenommen. Im selben Jahr trat Watts zudem in 19 Episoden der australischen Fernsehserie Home and Away als junge Frau mit Handicap auf.

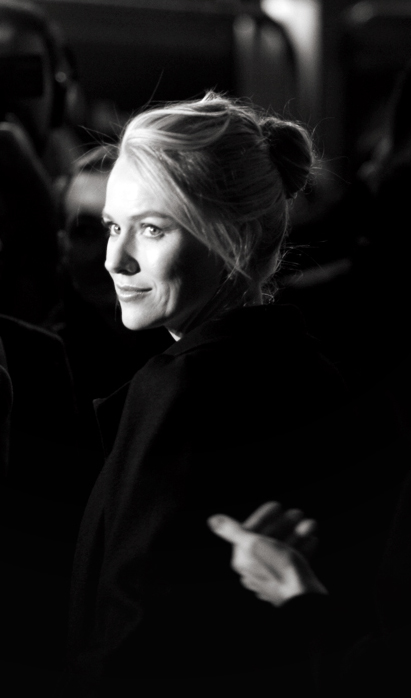
Watts auf der Premiere von Tödliche Versprechen (2007)

Danach nahm sich Watts eine Auszeit, um ein Jahr lang zu reisen. In Los Angeles wurde sie von Nicole Kidman, die mittlerweile in Hollywood als Schauspielerin Karriere machte, an passende Agenten vermittelt. Davon ermutigt, zog Watts ebenfalls in die Vereinigten Staaten, um ihre Karriere voranzutreiben.
1993 erhielt sie eine kleine Nebenrolle in dem John-Goodman-Film Matinée. Im selben Jahr bekam sie in dem Filmdrama Verführt – Schuldig oder nicht schuldig? ihre erste Hauptrolle, für die sie kurzfristig in ihre alte Heimat Australien zurückkehrte. Anschließend stellte sich eine knapp zweijährige Zwangspause in ihrer Filmkarriere ein, da sie in Hollywood Schwierigkeiten hatte, neue Agenten und Rollenangebote zu finden. Während dieser Periode geriet sie in finanzielle Engpässe, so dass sie zeitweilig ihre Miete nicht mehr bezahlen konnte.
Erst 1995 bekam sie wieder eine kleine Nebenrolle in der Filmkomödie Tank Girl, die jedoch floppte. 1996 erhielt sie in dem Horrorfilm Kinder des Zorns IV – Mörderischer Kult die weibliche Hauptrolle; der Film wurde von der Kritik jedoch nicht allzu gut aufgenommen. In den folgenden Jahren spielte sie meist nur Nebenrollen in Filmen und Fernsehserien oder sie wurde für Rollen in Betracht gezogen (unter anderem für Postman), die sie letztlich jedoch nicht bekam. Das frustrierte sie so sehr, dass sie zeitweise die Schauspielkarriere aufgeben wollte. Schließlich gelang ihr 2001 doch noch der Durchbruch mit der Hauptrolle in David Lynchs Thriller Mulholland Drive, den die Kritiker überschwänglich lobten.
Ein Jahr später wurde Watts von Regisseur Gore Verbinski für die Hauptrolle in seinem Horrorfilm The Ring angeworben. Ihre Darstellung der jungen Journalistin Rachel Keller, der telefonisch innerhalb von sieben Tagen der Tod angekündigt wird, wurde von der Kritik hoch gelobt. 2003 übernahm sie eine Rolle in dem biografischen Film Gesetzlos, bei dessen Produktion sie ihren Landsmann und Schauspielerkollegen Heath Ledger kennenlernte, mit dem sie eine Zeit lang eine Beziehung führte.
Im selben Jahr spielte sie an der Seite von Kate Hudson auch eine Hauptrolle in der Filmkomödie  Eine Affäre in Paris, die bei der Kritik allerdings durchfiel. An der Seite von Sean Penn war sie gleich zweimal in der weiblichen Hauptrolle zu sehen, in dem Filmdrama 21 Grams von 2003 und im Jahr darauf in Attentat auf Richard Nixon.
2005 verkörperte Watts in der Filmkomödie Ellie Parker eine australische Schauspielerin, die in Hollywood Karriere machen will. Mit ihrer Darstellung konnte sie die Kritiker überzeugen. Die Filme The Ring 2 und Stay, in denen Watts im selben Jahr jeweils die weibliche Hauptrolle verkörperte, kamen dagegen weniger gut an, wobei The Ring 2 an den Kinokassen ein bescheidener Erfolg wurde. Im Dezember 2005 erschien die Neuverfilmung des Filmklassikers King Kong unter der Regie von Peter Jackson, in der Watts die Hauptrolle der (im Original von Fay Wray verkörperten) arbeitslosen Schauspielerin Ann Darrow spielte, in die sich später der Riesengorilla King Kong verliebt. Der Film wurde in drei Kategorien mit einem Oscar ausgezeichnet und ist bis heute Watts’ kommerziell erfolgreichstes Filmprojekt.
2006 spielte sie in dem Filmdrama Der bunte Schleier, das gute Kritiken erntete, die Ehefrau von Edward Norton. 2007 spielte sie in David Cronenbergs Thriller Tödliche Versprechen an der Seite von Viggo Mortensen eine Hebamme, die in Angelegenheiten der russischen Mafia verwickelt wird. Im selben Jahr verkörperte sie in Michael Hanekes Thriller Funny Games U.S. die Hauptrolle einer Frau, die mit ihrer Familie von einem Duo sadistischer Teenager als Geisel genommen wird.
2009 war sie an der Seite von Clive Owen in Tom Tykwers viel beachtetem Politthriller The International in der Rolle einer New Yorker Staatsanwältin zu sehen. Im selben Jahr spielte Watts auch in dem Filmdrama Mütter und Töchter an der Seite von Annette Bening und Kerry Washington die Hauptrolle, die ihr mehrere Nominierungen einbrachte.
In den nächsten Jahren folgten Filme wie die Tragikomödie Ich sehe den Mann deiner Träume und der Psychothriller Dream House sowie 2012 das auf wahren Ereignissen basierende Filmdrama The Impossible, in dem Watts eine Mutter spielte, die bei einem Thailand-Urlaub durch den Tsunami von 2004 von ihrem Ehemann (gespielt von Ewan McGregor) und ihren Kindern getrennt wird. Der Film wie auch Watts’ Darstellung wurden von der Kritik außerordentlich positiv aufgenommen.
2013 hatte sie zusammen mit vielen bekannten Schauspielern einen kleinen Auftritt in dem Episodenfilm Movie 43. Oliver Hirschbiegels Filmbiografie Diana von 2013, in der Watts die titelgebende Princess of Wales spielte, fiel dagegen sowohl bei der Kritik als auch beim Publikum durch.
2014 war sie in der Tragikomödie St. Vincent neben Bill Murray und Melissa McCarthy in der Rolle einer russischen Prostituierten zu sehen. 2015 spielte sie in dem Filmdrama Demolition – Lieben und Leben neben Jake Gyllenhaal die weibliche Hauptrolle. In den Science-Fiction-Filmen Die Bestimmung – Insurgent (2015) und dessen Fortsetzung Die Bestimmung – Allegiant (2016), spielte sie jeweils die Rolle der Rebellenführerin Evelyn Johnson-Eaten.
2018 wurde sie in die Wettbewerbsjury der 75. Internationalen Filmfestspiele von Venedig berufen. Im Oktober 2018 wurde bestätigt, dass sie eine Hauptrolle in der Prequel-Serie zu Game of Thrones übernimmt. Ein Jahr später wurde das Spin-off allerdings nach der Fertigstellung des Piloten eingestellt.

## Privatleben

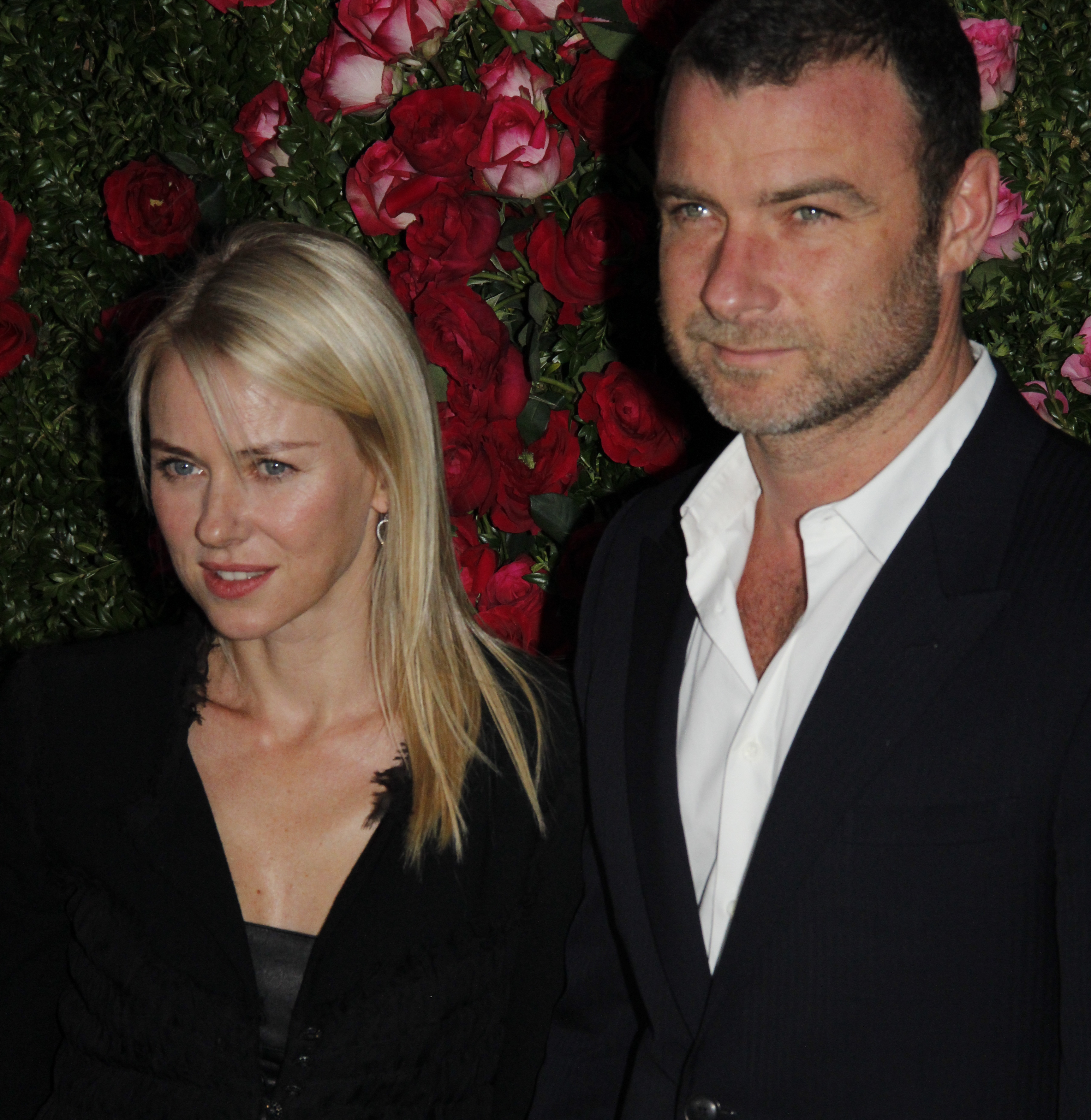
Watts mit Liev Schreiber (2012)

Watts hatte in den 1990er Jahren eine Beziehung mit dem Regisseur Stephen Hopkins. Von August 2002 bis Mai 2004 war sie mit Heath Ledger liiert. 2006 wurde bekannt, dass sie mit Liev Schreiber, ebenfalls ein Schauspielkollege, zusammen ist. Sie haben zwei gemeinsame Kinder (geb. 2007/2008). Am 27. September 2016 wurde publik, dass Watts und Schreiber sich getrennt haben. 2017 lernte sie bei den Dreharbeiten zur Fernsehserie Gypsy den Schauspieler Billy Crudup kennen, mit dem sie seitdem liiert war. Am 9. Juni 2023 heirateten Watts und Crudup.
Naomi Watts unterstützt aktiv das UN-Projekt UNAIDS zur Vorbeugung gegen AIDS und HIV.

## Filmografie (Auswahl)
- 1986: Für die Liebe allein (For Love Alone)
- 1990: Hey Dad! (Hey Dad..!)
- 1991: Flirting – Spiel mit der Liebe (Flirting)
- 1991: Dem Herrn verbunden (Brides of Christ)
- 1991: Home and Away
- 1993: Doppeltes Spiel (The Custodian)
- 1993: Matinée
- 1993: Sargasso Sea – Im Meer der Leidenschaft (Wide Sargasso Sea)
- 1993: Verführt – Schuldig oder nicht schuldig? (Gross Misconduct)
- 1995: Tank Girl
- 1996: Raus aus Atlantis (Bermuda Triangle)
- 1996: Kinder des Zorns IV – Mörderischer Kult (Children of the Corn IV: The Gathering)
- 1996: Zerbrechliches Glück (Timepiece)
- 1996: Täter unbekannt (Persons Unknown)
- 1997: Under the Lighthouse Dancing
- 1998: Gefährliche Schönheit – Die Kurtisane von Venedig (Dangerous Beauty)
- 1997–1998: Project Sleepwalker (Sleepwalkers)
- 1998: Ein ganz besonderer Weihnachtswunsch (The Christmas Wish)
- 1999: Die Jagd nach dem Unicorn-Killer (The Hunt for the Unicorn Killer)
- 1999: Strange Planet
- 2000: Wyvern Mystery
- 2001: Down
- 2001: Mulholland Drive – Straße der Finsternis (Mulholland Drive)
- 2002: Ring
- 2002: Grabgeflüster – Liebe versetzt Särge (Plots with a View)
- 2002: The Outsider
- 2003: Gesetzlos – Die Geschichte des Ned Kelly (Ned Kelly)
- 2003: Eine Affäre in Paris (Le Divorce)
- 2003: 21 Gramm (21 Grams)
- 2004: Wir leben nicht mehr hier (We Don’t Live Here Anymore)
- 2004: Attentat auf Richard Nixon (The Assassination of Richard Nixon)
- 2004: I Heart Huckabees
- 2005: Ellie Parker
- 2005: Ring 2 (The Ring Two)
- 2005: Stay
- 2005: King Kong
- 2006: Der bunte Schleier (The Painted Veil)
- 2007: Tödliche Versprechen – Eastern Promises (Eastern Promises)
- 2007: Funny Games U.S.
- 2009: The International
- 2009: Mütter und Töchter (Mother and Child)
- 2010: Ich sehe den Mann deiner Träume (You Will Meet a Tall Dark Stranger)
- 2010: Fair Game – Nichts ist gefährlicher als die Wahrheit (Fair Game)
- 2011: Dream House
- 2011: J. Edgar
- 2012: The Impossible (Lo imposible)
- 2013: Movie 43
- 2013: Tage am Strand (Adore)
- 2013: Diana
- 2014: St. Vincent
- 2014: Birdman oder (Die unverhoffte Macht der Ahnungslosigkeit) (Birdman or (The Unexpected Virtue of Ignorance))
- 2014: Gefühlt Mitte Zwanzig (While We’re Young)
- 2015: Die Bestimmung – Insurgent (The Divergent Series: Insurgent)
- 2015: Demolition – Lieben und Leben (Demolition)
- 2015: The Sea of Trees
- 2015: Alle Farben des Lebens (About Ray)
- 2016: Die Bestimmung – Allegiant (The Divergent Series: Allegiant)
- 2016: Shut In
- 2016: Chuck – Der wahre Rocky (Chuck)
- 2017: Twin Peaks (Fernsehserie, 10 Folgen)
- 2017: The Book of Henry
- 2017: Gypsy (Fernsehserie, 10 Folgen)
- 2017: Schloss aus Glas (The Glass Castle)
- 2018: Ophelia
- 2018: Vice – Der zweite Mann (Vice)
- 2019: Stunde der Angst (The Wolf Hour)
- 2019: Luce
- 2019: The Loudest Voice (Miniserie, 5 Folgen)
- 2020: Boss Level
- 2020: Beflügelt – Ein Vogel namens Penguin Bloom (Penguin Bloom)
- 2021: Lakewood
- 2021: The Desperate Hour
- 2021: This Is the Night
- 2022: Infinite Storm
- 2022: Goodnight Mommy
- 2022: The Watcher (Miniserie, 7 Folgen)
- 2024: Feud (Fernsehserie)
- 2024: Loyal Friend (The Friend)
- 2024: Emmanuelle
- 2025: Too Much (Fernsehserie, 4 Folgen)

## Auszeichnungen (Auswahl)
- 2002: Chicago Film Critics Association Award und National Society of Film Critics Award als beste Darstellerin in Mulholland Drive – Straße der Finsternis
- 2002: Chlotrudis Award für die beste Schauspielerin in Mulholland Drive – Straße der Finsternis
- 2003: Publikumspreis der Internationalen Filmfestspiele von Venedig für die beste Darstellerin in 21 Gramm
- 2003: Saturn Award als beste Hauptdarstellerin in Ring
- 2004: Screen Actors Guild Award, Nominierung als beste Hauptdarstellerin in 21 Gramm
- 2004: British Academy Film Award, Nominierung als beste Hauptdarstellerin in 21 Gramm
- 2004: Oscar-Nominierung als beste Hauptdarstellerin in 21 Gramm
- 2006: London Critics Circle Film Award als Darstellerin des Jahres in King Kong
- 2006: Saturn Award für die beste Hauptdarstellerin in King Kong
- 2013: Saturn Award, Nominierung als beste Hauptdarstellerin in The Impossible
- 2013: Screen Actors Guild Award, Nominierung als beste Hauptdarstellerin in The Impossible
- 2013: Golden Globe Award, Nominierung als beste Hauptdarstellerin in einem Drama in The Impossible
- 2013: Oscar-Nominierung als beste Hauptdarstellerin in The Impossible
- 2014: Goldene Himbeere, Nominierung als schlechteste Schauspielerin in Diana und Movie 43
- 2015: Screen Actors Guild Award, Nominierung als beste Nebendarstellerin in St. Vincent
- 2015: Screen Actors Guild Award für das beste Schauspielensemble in Birdman oder (Die unverhoffte Macht der Ahnungslosigkeit)
- 2017: Goldene Himbeere, Nominierung als schlechteste Schauspielerin in Die Bestimmung – Allegiant und Shut In
- 2018: Goldene Kamera für die beste Schauspielerin international
- 2019: Bambi in der Kategorie Schauspiel International[14]

## Synchronisation
In der deutschen Synchronfassung wurde Naomi Watts meist von Irina von Bentheim, gelegentlich aber auch von Claudia Lössl gesprochen.